# Tarrafal de São Nicolau
Tarrafal de São Nicolau è una città di Capo Verde, capoluogo della contea omonima. Si trova sull'isola di São Nicolau.